# Arvid de Kleijn
Arvid de Kleijn, né le 21 mars 1994 à Herveld, est un coureur cycliste néerlandais.

## Biographie
Arvid de Kleijn intègre l'équipe continentale Jo Piels en 2015. L'année suivante, il obtient en octobre sa première grande victoire en remportant Paris-Tours espoirs à l’issue d’un sprint massif,.
Il rejoint la formation Baby-Dump en 2017. Mi-avril, il remporte la troisième étape du Tour du Loir-et-Cher, où il devance le champion du Danemark Alexander Kamp,.
L'équipe danoise Riwal Readynez officialise le 16 octobre 2019 les transferts de cinq coureurs néerlandais en vue de la saison 2020 avec les renforts d'Arvid de Kleijn, de Nick van der Lijke, de Martijn Budding, d'Elmar Reinders et de Piotr Havik. Il débute sous ses nouvelles couleurs sur le Saudi Tour où il termine 3e de la dernière étape, devancé par Phil Bauhaus et Nacer Bouhanni. Il ne participe ensuite qu'à la Clásica de Almería (abandon) avant que la saison ne soit suspendue à cause de la pandémie de Covid-19. Il reprend la compétition sur la Route d'Occitanie, 4e de la deuxième étape, place qu'il retrouve sur la première étape du Tour de Wallonie. Le 23 août 2020, il se classe 6e du championnat des Pays-Bas sur route et 3e de la Gooikse Pijl le 20 septembre. Il conclut sa saison sur une épreuve World Tour, les Trois Jours de Bruges-La Panne (abandon) où seul un de ses coéquipiers franchit la ligne d'arrivée, Tobias Kongstad.
Le 1er octobre 2020, la formation américaine Rally annonce son arrivée pour la saison 2021. Il devient le premier européen à suivre le programme complet de l'équipe où ont déjà été stagiaires les français Maël Guégan et Jason Tesson. Le directeur sportif Jonas Carney compte sur son apport pour avoir des résultats en Europe sur les courses de classe 1 et de plus haut niveau. Il remplit cette mission en remportant la première étape du Tour de Turquie. En mai, il termine 4e de la troisième étape des Boucles de la Mayenne. Il retrouve cette place sur la première étape du Tour de Danemark. Pris dans une chute massive lors de la première étape du Tour Poitou-Charentes en Nouvelle-Aquitaine, il abandonne.
Il se distingue en fin de saison, 6e du Circuit du Houtland, 5e de Paris-Chauny et vainqueur de la Route Adélie de Vitré. La semaine suivante, il termine 8e du Tour du Piémont avant de clore sa saison sur le Grand Prix du Morbihan (abandon).
Il commence sa deuxième saison au sein de la ProTeam américaine sur le Tour d'Antalya où il est seulement devancé par Jakub Mareczko sur la dernière étape. Après un passage par la Belgique et une participation à Kuurne-Bruxelles-Kuurne (abandon), il retrouve les routes turques à l'occasion du Tour de Turquie où il termine 3e de la cinquième étape. En mai, au terme d'une arrivée chaotique sur la première étape des Quatre Jours de Dunkerque, il est déclaré vainqueur à la suite du déclassement de Sam Welsford, jugé responsable d’avoir bloqué le passage à Arnaud De Lie et provoqué la chute. Le lendemain, il termine 4e.
Il remporte la course Milan-Turin en 2023.

## Palmarès
| - 2016 - Paris-Tours espoirs - 2e du Ronde van Zuid-Holland - 2e du Grand Prix Horsens - 2017 - 3e étape du Tour du Loir-et-Cher - Flèche du port d'Anvers - Prix national de clôture - 2e du Tour de Hollande-Septentrionale - 2e du Tour du Limbourg - 2019 - 3e étape du Tour de Normandie - 3e étape du Tour du Loir-et-Cher - Midden-Brabant Poort Omloop - 1re étape de la Course de Solidarność et des champions olympiques - 4e étape du Kreiz Breizh Elites - Course des raisins - 3e étape de l'Olympia's Tour - 2e du Tour de Normandie - 2e de la Flèche côtière - 3e du Tour de Groningue - 3e de la Tacx Pro Classic | - 2020 - 3e de la Gooikse Pijl - 2021 - 1re étape du Tour de Turquie - Route Adélie de Vitré - 2022 - 1re étape des Quatre Jours de Dunkerque - 2023 - Milan-Turin - 3e étape du ZLM Tour - 3e étape des Boucles de la Mayenne - 4e étape du Tour d'Allemagne - 1re et 6e étapes du Tour de Langkawi - 2e de la Veenendaal-Veenendaal Classic - 2024 - 2e étape de Paris-Nice - Grand Prix de Fourmies - Grand Prix d'Isbergues - 4e et 5e étapes du Tour de Langkawi - 2e du Championnat des Flandres |  |

## Classements mondiaux
| Année                                 | 2016 | 2017 | 2018  | 2019 | 2020 | 2021 | 2022 | 2023 | 2024 |
| ------------------------------------- | ---- | ---- | ----- | ---- | ---- | ---- | ---- | ---- | ---- |
| Classement mondial                    | 507e | 234e | 3012e | 174e | 216e | 224e | 664e | 133e | 133e |
| UCI Europe Tour                       | 284e | 98e  | 2009e | 144e | 180e | 192e | 511e | nc   | 107e |
|                                       |      |      |       |      |      |      |      |      |      |
| Légende : nc = non classéSource : UCI |      |      |       |      |      |      |      |      |      |